# Estación de Siviriez
La estación de Siviriez es una estación ferroviaria de la comuna suiza de Siviriez, en el Cantón de Friburgo.

## Historia y situación
La estación de Siviriez fue inaugurada en el año 1862 con la puesta en servicio del tramo Lausana - Friburgo de la línea Lausana - Berna.
Se encuentra ubicada en el borde noreste del núcleo urbano de Siviriez. Cuenta con dos andenes laterales a los que acceden dos vías pasantes.
En términos ferroviarios, la estación se sitúa en la línea Lausana - Berna. Sus dependencias ferroviarias colaterales son la estación de Vauderens hacia Lausana y la estación de Romont en dirección Berna.

## Servicios ferroviarios
Los servicios ferroviarios de esta estación están prestados por SBB-CFF-FFS:

### Regionales
- R Romont - Palézieux. Solo opera en las franjas de hora punta de lunes a viernes, circulando por las mañanas hacia Palézieux y por las tardes hacia Romont. Para en todas las estaciones y apeaderos del tramo. En Palézieux se puede continuar viaje a Lausana mediante un RegioExpress, sucediendo lo mismo en el trayecto inverso.